# Euphorbia canariensis
L'euforbia delle Canarie (Euphorbia canariensis L., 1753) è una pianta della famiglia delle Euforbiacee, endemica delle isole Canarie, ove è nota come cardòn.

## Descrizione

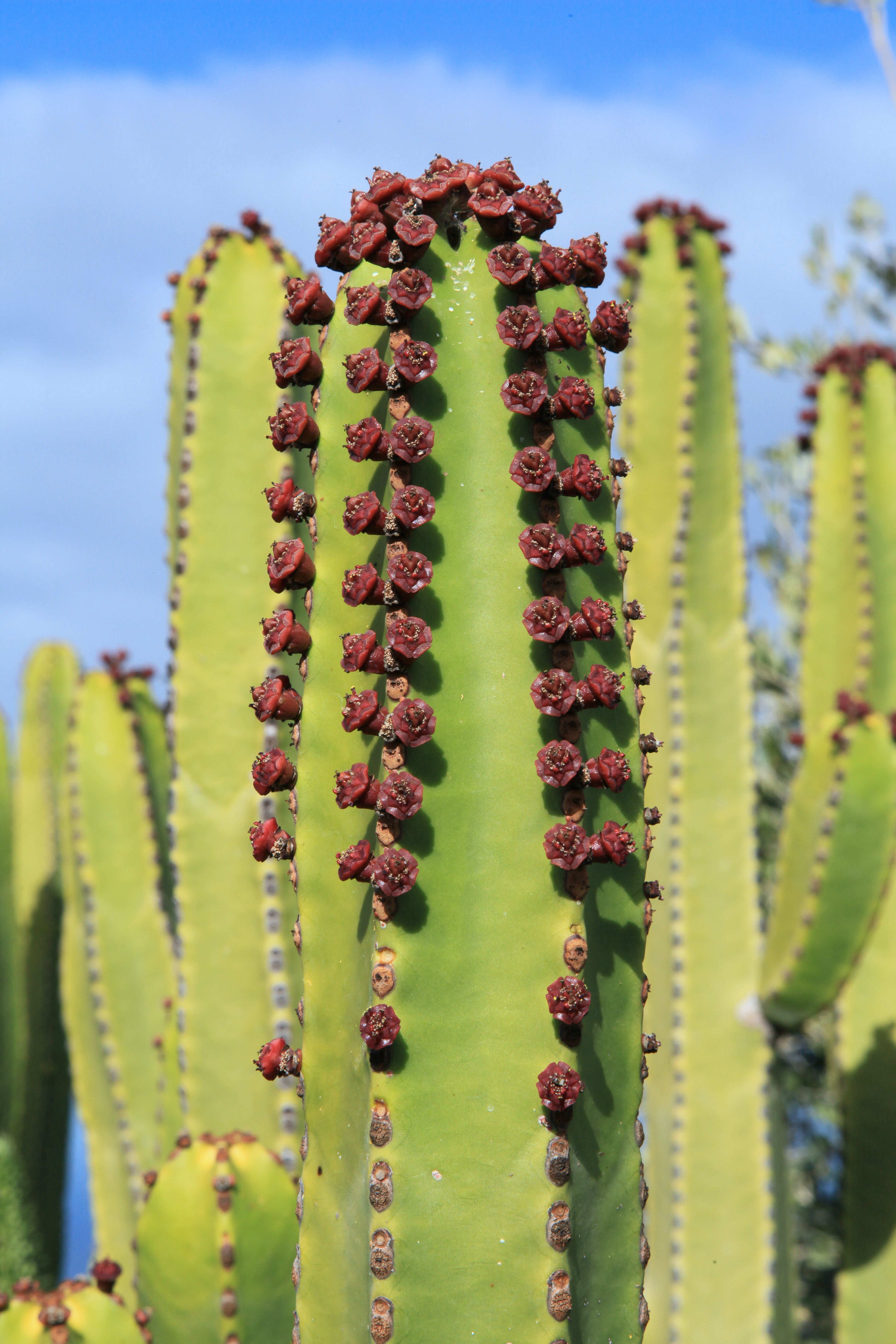
Infiorescenze

È una pianta succulenta con fusti colonnari alti sino a 3–4 m, a sezione quadrangolare, ramificati, con costolature su cui crescono delle corte spine ricurve.
L'infiorescenza è un ciazio, che sboccia a grappoli sulla parte apicale della pianta, con brattee di colore rossastro, che formano un involucro a coppa attorno a un fiore femminile centrale, circondato da 5 fiori maschili.

## Distribuzione e habitat
La specie è endemica delle isole Canarie.
Cresce nella fascia costiera, su terreni aridi e soleggiati, sino a 1000 m di altitudine.